# Lily James
Lily Chloe Ninette Thomson (Esher, Surrey, Inglaterra, 5 de abril de 1989), conocida por su nombre artístico Lily James, es una actriz y modelo británica. Es más conocida por sus papeles como lady Rose MacClare en la serie dramática de época Downton Abbey, como Cenicienta en la película de Disney Cenicienta (2015), Deborah en Baby Driver (2017), como la joven Donna Sheridan en Mamma Mia! Here We Go Again (2018) y como protagonista interpretando a Pamela Anderson en la serie de Hulú Pam & Tommy (2022).

## Biografía
Nacida en la localidad británica de Esher, situada en el condado de Surrey, el 5 de abril de 1989, es la hija mediana de la actriz Ninette Thomson (nacida Mantle) y de James Thomson, actor y músico fallecido en enero de 2016. Tiene dos hermanos, uno mayor y otro menor. Su abuela, Helen Horton, fue una reconocida actriz estadounidense.
Inició sus estudios en la Facultad de Educación en Artes de Tring, Inglaterra, y, posteriormente, estudió actuación en la Guildhall School of Music and Drama de Londres, de donde se graduó en 2010.
En el rodaje de la película Orgullo y prejuicio y zombis conoció al actor Matt Smith con el que mantuvo una relación sentimental desde 2014 hasta 2019. En febrero de 2018 varios medios de comunicación se hicieron eco de un posible compromiso matrimonial entre la pareja, que ninguno de los dos confirmó.

## Carrera
Comenzó su carrera profesional en 2010 en la serie de la BBC One Just William. En 2011 formó parte del reparto recurrente de El diario secreto de Hannah, serie emitida en el canal ITV2. Entre 2011 y 2012 participó en varias producciones teatrales de Londres y obtuvo buenas críticas por su interpretación en las mismas. También en 2012 participó en la película Wrath of the Titans, con el papel de Korrina, y además protagonizó la película Fast Girls, dirigida por Regan Hall.
Entre 2012 y 2015 formó parte del elenco del drama británico de la ITV, Downton Abbey, en el que hacia el papel de a Lady Rose McClare, durante la tercera, cuarta y quinta temporada de la serie. En su primera temporada (la tercera) tuvo una participación secundaria, y en la cuarta y quinta su personaje fue ascendido a un rol más protagonista. James también participó en el episodio final de la serie. Tras diversas especulaciones, en julio de 2018 la propia actriz confirmó que no participaría en la película de Downton Abbey.
El 30 de abril de 2013, fue elegida para hacer el papel de Cenicienta en la nueva versión de Walt Disney Pictures que se estrenó en 2015. También ese año participó en la comedia Una buena receta, junto a Bradley Cooper y Sienna Miller. En 2016 formó parte del reparto de War and Peace, adaptación para la pequeña pantalla de la BBC. También participó en las cintas como Orgullo y prejuicio y zombis y El último beso del káiser. Además, también interpretó a Julieta en la versión de Romeo y Julieta dirigida por Rob Ashford en el teatro Garrick de Londres.
En 2017 hizo el papel de Deborah en la película Baby Driver, junto a Ansel Elgort y Kevin Spacey.
En 2018 protagonizó la adaptación de la novela de Mary Ann Shaffer y Annie Barrows The Guernsey Literary and Potato Peel Pie Society y dirigida por Mike Newell, en la que interpretó a la escritora Juliete Ashton. 
También en 2018, representó a la joven Donna Sheridan en la segunda entrega de Mamma Mia!, Mamma Mia! Here We Go Again, diez años después del estreno de la primera. En 2019 protagonizó la película musical Yesterday, junto a Himesh Patel, Ed Sheeran y Kate McKinnon.

## Filmografía

### Cine
| Año  | Título                                            | Personaje           | Dirección          |
| ---- | ------------------------------------------------- | ------------------- | ------------------ |
| 2012 | Wrath of the Titans                               | Korrina             | Jonathan Liebesman |
| 2012 | Broken                                            | Skunk mayor         | Rufus Norris       |
| 2012 | Fast Girls                                        | Lisa Temple         | Regan Hall         |
| 2015 | Cenicienta                                        | Ella / Cenicienta   | Kenneth Branagh    |
| 2015 | Una buena receta                                  | Sara                | John Wells         |
| 2016 | Orgullo y prejuicio y zombis                      | Elizabeth Bennet    | Burr Steers        |
| 2016 | El último beso del káiser                         | Mieke von Jong      | David Leveaux      |
| 2017 | Baby Driver                                       | Deborah             | Edgar Wright       |
| 2017 | Darkest Hour                                      | Elizabeth Layton    | Joe Wright         |
| 2018 | Sorry to Bother You                               | White Detroit (voz) | Boots Riley        |
| 2018 | Little Woods                                      | Deb                 | Nia DaCosta        |
| 2018 | The Guernsey Literary and Potato Peel Pie Society | Juliet Ashton       | Mike Newell        |
| 2018 | Mamma Mia! Here We Go Again                       | Donna Sheridan      | Ol Parker          |
| 2019 | Yesterday                                         | Ellie               | Danny Boyle        |
| 2019 | Rare Beasts                                       | Cressida            | Billie Piper       |
| 2020 | Rebeca                                            | Mrs. de Winter      | Ben Wheatley       |
| 2021 | The Dig                                           | Peggy Piggott       | Simon Stone        |
| 2022 | What's Love Got to Do With It?                    | Zoe                 | Shekhar Kapur      |
| 2023 | The Iron Claw                                     | Pam Adkisson        | Sean Durkin        |

### Cortometrajes
- Chloe and Will's Hot Date Night (2011)
- Chemistry (2012)
- Silent Treatment (2013)
- The Tale of Thomas Burberry (2016)

### Televisión
| Año     | Título                         | Personaje         | Canal   | Notas                     |
| ------- | ------------------------------ | ----------------- | ------- | ------------------------- |
| 2010    | Just William                   | Ethel Brown       | BBC One | 4 episodios               |
| 2011    | El diario secreto de Hannah    | Poppy             | ITV2    | 8 episodios               |
| 2012-15 | Downton Abbey                  | Lady Rose McClare | ITV     | Protagonista              |
| 2014    | Text Santa 2014                | Lady Rose McClare |         | Segmento: "Downton Abbey" |
| 2016    | War and Peace                  | Natasha Rostova   | BBC One | Miniserie                 |
| 2019    | One Red Nose Day and a Wedding | Miranda           |         | Cortometraje              |
| 2021    | The Pursuit of Love            | Linda Radlett     | BBC One | Protagonista              |
| 2022    | Pam & Tommy                    | Pamela Anderson   | Hulu    | Miniserie                 |

## Premios y nominaciones
| Año  | Galardón                                 | Categoría                                            | Trabajo                     | Resultado | Ref.   |
| ---- | ---------------------------------------- | ---------------------------------------------------- | --------------------------- | --------- | ------ |
| 2014 | Premios del Sindicato de Actores         | Mejor reparto de televisión - Drama                  | Downton Abbey               | Ganadora  |        |
| 2015 | Premios del Sindicato de Actores         | Mejor reparto de televisión - Drama                  | Downton Abbey               | Ganadora  |        |
| 2015 | Teen Choice Awards 2015                  | Actriz de Ciencia Ficción/Fantasía                   | Cenicienta                  | Nominada  | [ 31 ] |
| 2015 | Harper's Bazaar Women of the Year Awards | Breakthrough Award                                   | Cenicienta                  | Ganadora  |        |
| 2016 | Kids' Choice Awards                      | Actriz de Película Favorita                          | Cenicienta                  | Nominada  | [ 32 ] |
| 2017 | Whatsonstage.com Awards                  | Mejor actriz in a Play                               | Romeo y Julieta             | Nominada  |        |
| 2017 | Premios Satellite                        | Mejor actriz de miniserie o película para televisión | War & Peace                 | Nominada  |        |
| 2018 | Premios People's Choice                  | The Female Movie Star of 2018                        | Mamma Mia! Here We Go Again | Nominada  | [ 33 ] |
| 2018 | Harper's Bazaar Women of the Year Awards | Editor's Choice                                      |                             | Ganadora  |        |